# If You Let Me Stay
If You Let Me Stay is een nummer van de Amerikaanse zanger Terence Trent D'Arby. Het is de eerste single van zijn debuutalbum Introducing the Hardline According to Terence Trent D'Arby uit 1987. Op 16 februari dat jaar werd het nummer eerst in het Verenigd Koninkrijk en Ierland op single uitgebracht. In april volgde het Europese vasteland en in oktober Australië, Nieuw-Zeeland, de VS en Canada.

## Achtergrond
De plaat flopte in Darby's thuisland de VS met een 68e positie in de Billboard Hot 100. In Europa en Oceanië werd de plaat wél een (radio) hit en betekende het de doorbraak voor Terence Trent D'Arby. In Australië werd de 41e positie behaald, Nieuw-Zeeland de 4e, Frankrijk de 46e, Zweden de 17e, Duitsland de 27e en in het Verenigd Koninkrijk de 7e positie in de UK Singles Chart.
In Nederland was de plaat op maandag 27 april 1987 de 373e AVRO's Radio en TV-Tip op Radio 3 en werd een radiohit in de destijds twee landelijke hitlijsten op de nationale publieke popzender. De plaat bereikte de 12e positie in de Nederlandse Top 40 en piekte op de 11e positie in de Nationale Hitparade Top 100. In de tot 25 juni 1987 op Radio 3 uitgezonden Europese hitlijst, de TROS Europarade, werd géén notering behaald.
In België beteikte de plaat de 23e positie in de Vlaamse Radio 2 Top 30 en de 15e positie in de voorloper van de Vlaamse Ultratop 50. In Wallonië werd géén notering behaald.